# Brasão de armas das Ilhas Caimão
O brasão de armas das Ilhas Caimão é composto por um escudo, um elmo e um lema. Três estrelas verdes com contornos amarelos que representam cada uma das 3 ilhas habitadas (Grande Caimão, Pequena Caimão e Caimão Brac), aparecem nos dois terços inferiores do escudo, sobre ondas azuis e brancas que representam o mar. No terço superior do escudo, um leão "passant guardant" dourado (em movimento com uma pata anterior levantada e visto de lado), representa o Reino Unido. Sobre o escudo está uma tartaruga verde sobre uma corda enrolada. Atrás da tartaruga está um ananás dourado. A tartaruga simboliza a história marítima das Ilhas Caimão; a corda, a sua indústria tradicional de construção de telhados com esse material; e o ananás, os seus laços com a Jamaica.
O lema das ilhas, He hath founded it upon the seas, surge no fundo do escudo. (Ele a fundou sobre os mares). Esta frase, um verso do Salmo 24, reconhece a herança cristã das Ilhas Caimão, bem como os seus laços com o mar.
A proposta para um brasão de armas foi aprovada pela Assembleia Legislativa em 1957, e a opinião pública foi instada a colaborar na sua elaboração. Um Requerimento Real requisitando "Insígnias Armoriais para as Ilhas Caimão" foi aprovado por Sua Majestade a 14 de Maio de 1958.